# Norman Lockyer
Joseph Norman Lockyer (17. května 1836 Rugby – 16. srpna 1920 Salcombe Regis) byl anglický astronom. Spolu s Pierrem Janssenem objevil prvek helium, při spektroskopickém zkoumání Slunce. Byl též zakladatelem a prvním přispěvatelem vlivného vědeckého časopisu Nature. Obrovské diskuse pak vzbudila jeho kniha Dawn of Astronomy z roku 1894. Lockyer v ní tvrdil, zejména na základě studia egyptských pyramid a megalitického památníku Stonehenge, že dávné civilizace měly mnohem větší astronomické znalosti, než se soudobí Evropané domnívají (na konci 19. století) a tyto znalosti, že jsou zakódovány ve starověkých stavbách a megalitech. Založil tím de facto nový obor archeoastronomie.
Jeho jméno nesou krátery Lockyer na Měsíci a Lockyer na Marsu.